# Шиповник зловонный

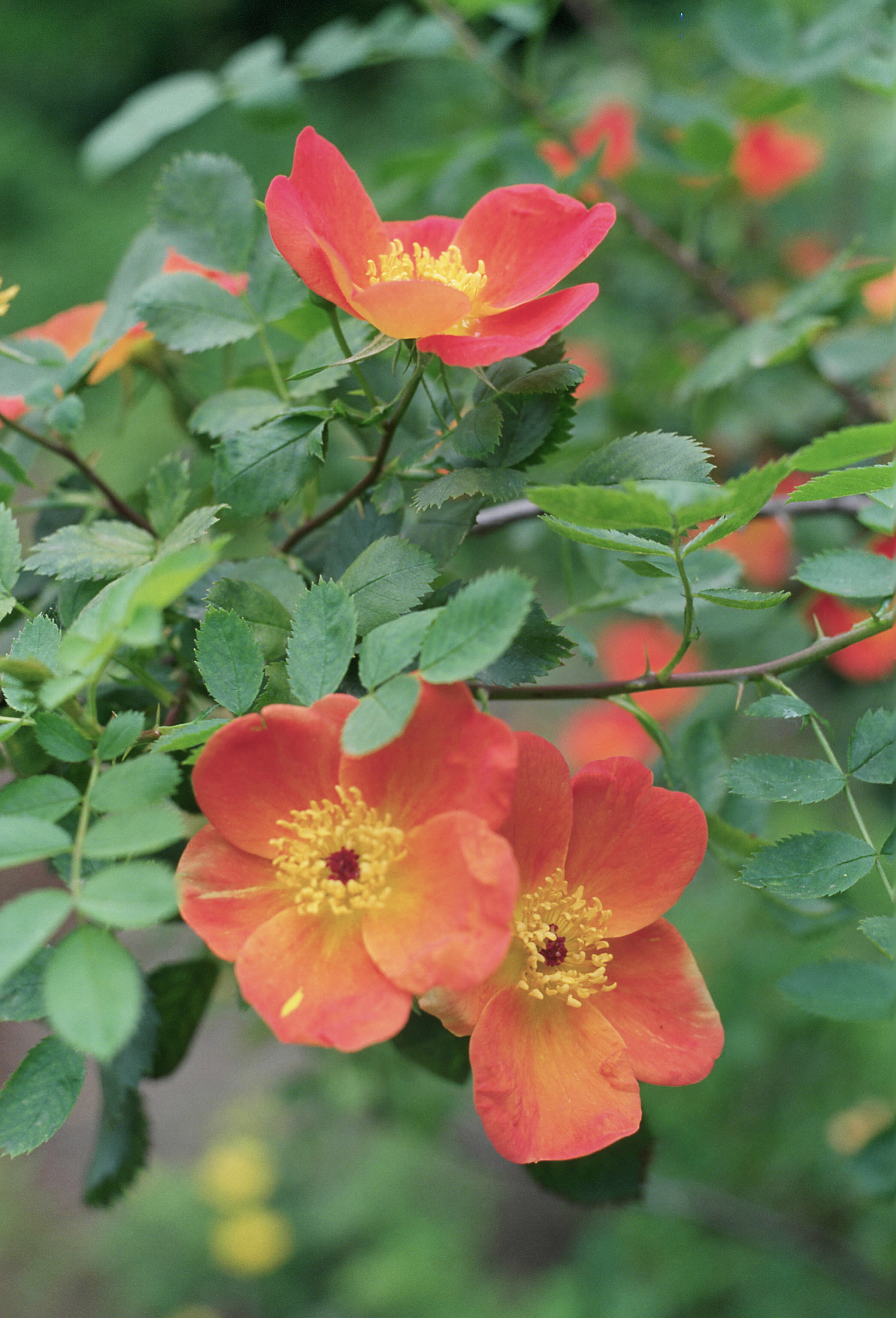
Rosa foetida 'Bicolor'

Шипо́вник злово́нный, или Шиповник воню́чий, или Ро́за зловонная (лат. Rōsa foetīda) — многолетний кустарник; вид рода Шиповник семейства Розовые.
В садоводческой литературе может упоминаться под названиями: Austrian Briar, Austrian Brier, Austrian Yellow, Capucine jaune, Geel Rose, Fuchsrose, Jaune Simple, Rosa Aegyptia, Rosa cerea Rössig ex Redouté, Rosa eglanteria Redouté & Thory, Single Yellow Sweet Brier, Yellow Austrian Rose.
Тип: Африка, Египет из культурных образцов.

## Название
Латинское название обусловлено тем, что автор таксона считал запах этой розы напоминающим запах клопов.

## Ботаническое описание
Тетраплоид.
Кустарник средней величины, высотой до 1—1,5 м, реже низкий куст до 50—60 см, с дугообразно-изогнутыми ветвями.
Шипы обычно шиловидные, прямые (реже немного серповидно-изогнутые), расположены нерегулярно, соломенного цвета, резко расширенные у основания, с примесью мелких изогнутых шипиков и щетинок, особенно обильных на турионах. Молодые ветви каштаново-коричневые, гладкие, блестящие.
Листья непарноперистые, с прилистниками, приросшими к черешку, с 3-5 парами листочков. Листочки (5 —) 7—9, до 20 мм длиной, эллиптические или яйцевидные, острые или тупые, голые с обеих сторон, редко опушенные, гладкие или железистые, дважды или редко зубчатые.
Цветки одиночные или собраны по 2—3, лепестки до 30 (реже 35) мм длиной, жёлтые, иногда с медно-красным оттенком. Аромат сильный, неприятный.
Цветоножки гладкие. Чашелистики обычно с боковыми лопастями, расширены на вершине.

## Происхождение и распространение
Происхождение неизвестно, возможно, очень старый гибрид между Rosa kokanica и какими-то видами секции Cinnamomeae (Rosa webbiana?). Или Rosa kokanica × Rosa hemispherica.
Часто встречается в одичавшем виде и как культурное растение.
Распространение (по данным Germplasm Resources Information Network): 

Афганистан, Иран, Ирак, Турция, Азербайджан, Кыргызстан, Таджикистан, Пакистан.
Согласно другому источнику, впервые завезена в Европу (Испанию) в XIII веке. Предположительно происходит из Средней Азии, Восточного Закавказья, Малой Азии, Ирана, Афганистана, Северо-западных Гималаев.

## Естественные разновидности
- Rosa foetida var. persiana (Lem.) Rehder[2] (Rosa 'Persian Yellow') 
Завезён в Англию из Ирана в 1837 году. Цветки густо махровые, ярко-жёлтые, средней величины (5—7 см в диаметре)[6].
- Rosa foetida 'Bicolor'[2]
Нижняя сторона лепестков жёлтая, верхняя — оранжево-красная[6].

## Значение и применение
Используется в качестве декоративного садового растения. Сухие цветки используются в качестве наркотика.
Изредка поедается крупным рогатым скотом, козами и овцами. Лошади не едят.

## В культуре
Зоны морозостойкости: 3a—9b.
Цветение однократное, весной или в начале лета.
Шиповник зловонный был известен до 1596 года. Rosa foetida 'Bicolor' выращивается с 1596 года. Rosa foetida 'Persiana' с 1835 года.
Все формы шиповника зловонного легко поражаются чёрной пятнистостью.
Форма 'Persiana' была использована французским селекционером Джозефом Перне-Дюше в качестве опылителя при создании сорта 'Soleil d’Or', послужившего основой для создания класса Пернецианские розы.
При выращивании в сухом климате Rosa foetida является выносливой и требует мало внимания. Лепестки легко облетают при сильном ветре и дожде.